# Inmigración española en Alemania

Distribución regional de ciudadanos españoles en 2021

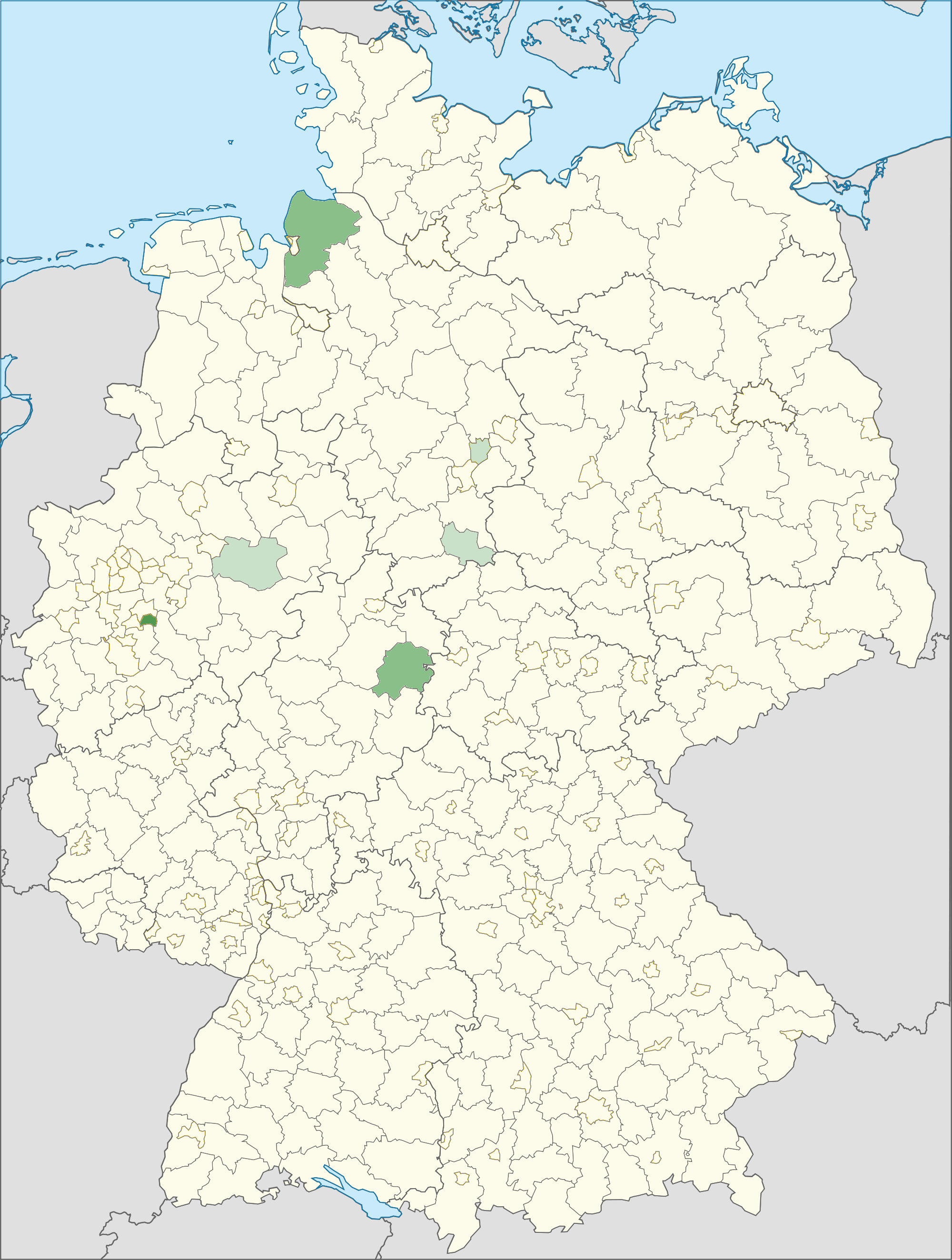
Frecuencia relativa de ciudadanía española a nivel comarcal en 2014 en relación con otros grupos de población extranjera

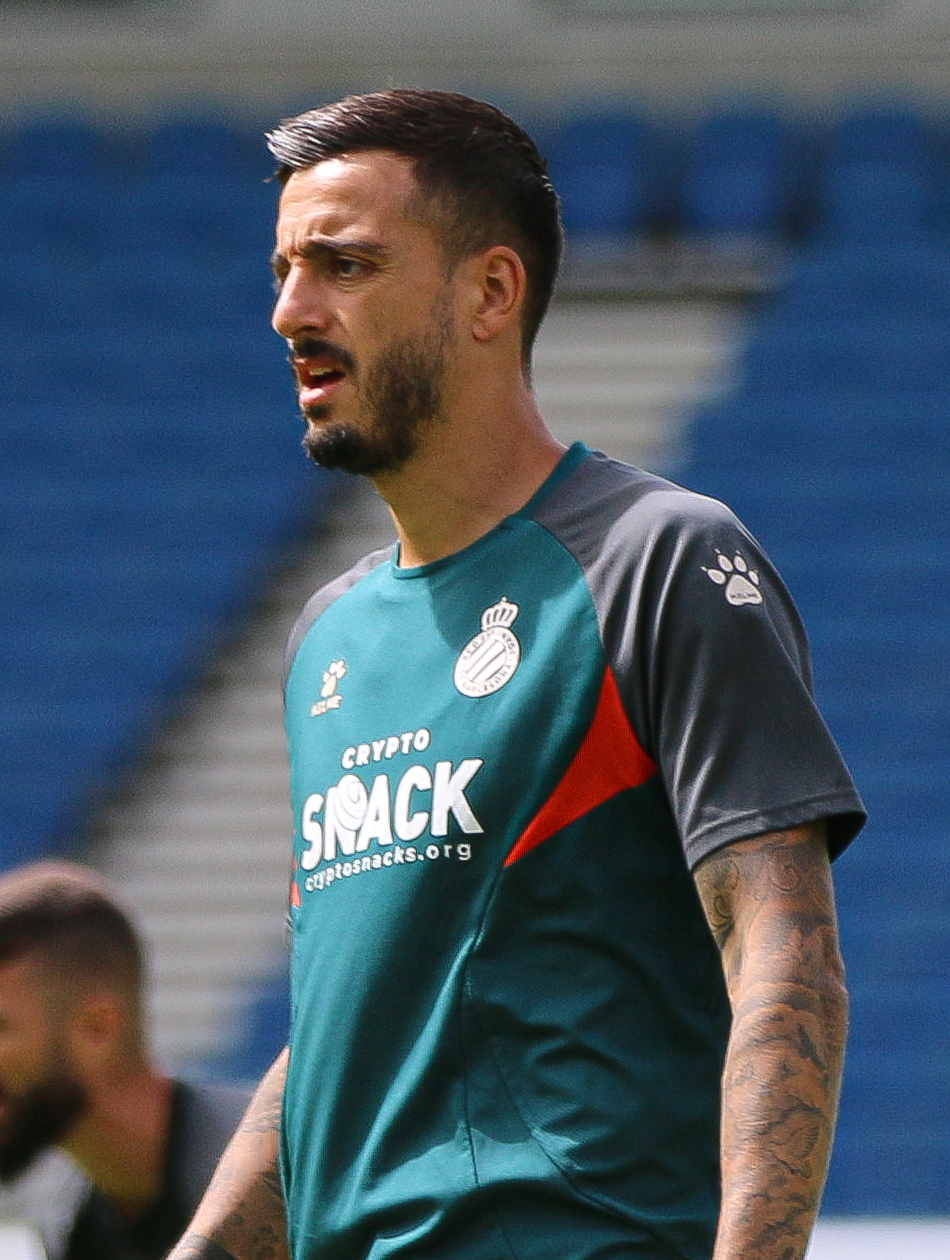
El futbolista Joselu nació en Alemania de padres españoles.

La inmigración española en Alemania se refiere al asentamiento de ciudadanos del Reino de España en territorio perteneciente a la República Federal de Alemania.
Entre 1960 y 1973, más de 600.000 españoles emigraron a la República Federal de Alemania como parte del acuerdo de reclutamiento entre la República Federal de Alemania y España.
Tras la Recesión de 1973-1975 provocada por la primera crisis del petróleo, muchos españoles volvieron de Alemania y la emigración laboral hacia este país disminuyó enormemente.
En 2010 vivían en Alemania 108.469 ciudadanos españoles. Durante la crisis financiera y del euro, los españoles ocuparon el sexto lugar en número de inmigrantes después de polacos, rumanos, búlgaros, húngaros e italianos. Con la Gran Recesión, muchos españoles volvieron a emigrar hacia Alemania, sólo en 2012 se trasladaron a al país 37.683 españoles, unos 9.000 más que el año anterior, lo que supuso un aumento del 45 % en la emigración.
Según el portal Statista, a 31 de diciembre de 2012 vivían en Alemania un total de 120.231 extranjeros cuyo país de origen era España. Para 2020, el servicio reporta 180.645 extranjeros procedentes de España.
Entre los distritos y ciudades independientes de la República Federal, la ciudad de Fráncfort del Meno tenía la mayor proporción de inmigrantes españoles en la población en el censo de 2011, seguida de Remscheid. Otros municipios alemanes con una población española superior a la media son el distrito de Hesse de Hersfeld-Rotemburgo y el distrito de Cuxhaven en Baja Sajonia, donde los ciudadanos españoles fueron los extranjeros más comunes, así como los distritos de Soest, Osterode am Harz y Braunschweig (en 2014).
En 2021, según el Registro Central de Extranjeros, la mayoría de los ciudadanos españoles empadronados en Alemania vivían en Berlín (17.125), seguida de Múnich (9.700), Fráncfort del Meno (7.955) y Hamburgo (6.035). Además de las tres ciudades-estado, los españoles se encuentran principalmente en los estados alemanes occidentales de Baden-Wurtemberg, Hesse y Renania del Norte-Westfalia.

## Instituciones culturales españolas en Alemania
En muchas ciudades alemanas existen asociaciones culturales españolas, comunidades eclesiales de habla hispana y clases para hablantes nativos de español, en las que, además de en la vida cultural y eclesiástica de la comunidad de habla hispana, participan a menudo hispanoamericanos que viven en Alemania.